# Celtic Woman: Decade
Decade: The Songs, The Show, The Traditions, The Classics es la primera colección de los mejores éxitos del conjunto musical irlandés Celtic Woman en sus 10 años de carrera.
El lanzamiento se llevó a cabo el 3 de julio de 2015 en Australia y en octubre de 2015 en Estados Unidos.

## Integrantes
Es el primer lanzamiento de CW que reúne a las diez chicas de la agrupación desde su formación oficial en 2004 hasta 2014.
Específicamente las vocalistas participantes en esta producción recopilatoria son Chloë Agnew, Órla Fallon, Lisa Kelly, Méav Ní Mhaolchatha, Hayley Westenra, Lynn Hilary, Alex Sharpe, Lisa Lambe, Susan McFadden y la violinista Máiréad Nesbitt.Deirdre Shannon no fue incluida en este lanzamiento al no concretarse ninguna grabación de estudio con ella en el periodo que estuvo en CW en reemplazo de Ní Mhaolchatha en 2005. Así mismo Mairéad Carlin tampoco está presente en la colección ya que se integró en 2014 y solo participó en la gira The Emerald Tour del mismo año. Por otro lado Éabha McMahon se integró a la agrupación en agosto de 2015. Estas dos últimas integrantes ya cuentan con una participación oficial en el décimo álbum de estudio del grupo llamado Destiny.

## Detalles
Es una completa recopilación de los mejores éxitos del grupo. Está conformada por 4 discos con 15 temas cada uno constituyendo 60 temas en total.
Esta producción se divide en cuatro discos con una única temática:
- The Songs contiene temas populares dotados del único estilo de Celtic Woman.
- The Show contiene piezas dramáticas y espontáneos temas llevados a cabo en vivo.
- The Traditions contiene elementos más tradicionales de la música de Celtic Woman.
- The Classics contiene piezas de su música clásicamente inspirada.

## Reseña oficial
Decade es la colección definitiva de los temas de Celtic Woman, conteniendo sesenta temas extraídos a través de sus diez años de carrera. Contiene un libreto detallado con nuevas notas y fotos. Cada disco posee un sonido único, destacando los diferentes aspectos del rango musical de Celtic Woman.

## Lista de temas

### CD 1:The Songs[6]
| Decade — CD 1: The Songs |                               |                                    |          |  |
| N.º                      | Título                        | Intérprete(s)                      | Duración |  |
| 1.                       | «You Raise Me Up»             | Kelly / Nesbitt                    | 4:31     |  |
| 2.                       | «Caledonia»                   | Susan McFadden                     | 4:58     |  |
| 3.                       | «Orinoco Flow»                | Fallon / Kelly / Ní Mhaolchatha    | 3:32     |  |
| 4.                       | «Fields of Gold»              | Lisa Kelly                         | 3:49     |  |
| 5.                       | «Danny Boy»                   | Méav Ní Mhaolchatha                | 3:27     |  |
| 6.                       | «A Woman’s Heart»             | Agnew / Kelly / Lambe              | 4:27     |  |
| 7.                       | «When You Wish Upon a Star»   | Kelly / Nesbitt                    | 3:17     |  |
| 8.                       | «Amazing Grace»               | Agnew / McFadden / Lambe / Nesbitt | 5:50     |  |
| 9.                       | «Harry’s Game»                | Órla Fallon                        | 2:30     |  |
| 10.                      | «When You Believe»            | Chloë Agnew                        | 4:29     |  |
| 11.                      | «Bridge over Troubled Water»  | Lisa Lambe                         | 2:57     |  |
| 12.                      | «May It Be»                   | Lisa Kelly                         | 3:46     |  |
| 13.                      | «The Moon’s A Harsh Mistress» | Kelly / Nesbitt                    | 3:14     |  |
| 14.                      | «Isle Of Inisfree»            | Órla Fallon                        | 3:26     |  |
| 15.                      | «The Parting Glass»           | Agnew / McFadden / Lambe / Nesbitt | 4:15     |  |
| 58:28                    |                               |                                    |          |  |

### CD 2:The Show
| Decade — CD 2: The Show |                                                                         |                                                              |          |  |
| N.º                     | Título                                                                  | Intérprete(s)                                                | Duración |  |
| 1.                      | «The Sky And The Dawn And The Sun»                                      | Agnew / Fallon / Kelly / Ní Mhaolchatha / Nesbitt / Westenra | 5:20     |  |
| 2.                      | «Awakening»                                                             | Agnew / Kelly / Lambe / Nesbitt                              | 5:17     |  |
| 3.                      | «The Voice»                                                             | McFadden / Nesbitt                                           | 3:06     |  |
| 4.                      | «Newgrange»                                                             | Órla Fallon                                                  | 3:08     |  |
| 5.                      | «The Call»                                                              | Agnew / Fallon / Kelly / Hilary / Nesbitt                    | 4:17     |  |
| 6.                      | «Songs From The Heart: (I) Walking The Night (II) The World Falls Away» | · Agnew, Lambe Kelly, Agnew, Lambe                           | 6:43     |  |
| 7.                      | «One World»                                                             | Agnew / Fallon / Kelly / Ní Mhaolchatha                      | 3:48     |  |
| 8.                      | «Galway Bay»                                                            | Chloë Agnew                                                  | 4:14     |  |
| 9.                      | «Green The Whole Year Round»                                            | Lisa Kelly                                                   | 4:46     |  |
| 10.                     | «Follow On»                                                             | Lisa Kelly                                                   | 4:52     |  |
| 11.                     | «You'll Be in My Heart»                                                 | Alex Sharpe                                                  | 4:00     |  |
| 12.                     | «Beyond the Sea»                                                        | Agnew / Fallon / Kelly / Ní Mhaolchatha / Nesbitt / Westenra | 3:19     |  |
| 13.                     | «The New Ground — Isle Of Hope, Isle Of Tears»                          | Agnew / Sharpe / Ke                                          | 3:14     |  |
| 14.                     | «O, America!»                                                           | Agnew / Sharpe / Kelly / Hilary / Nesbitt                    | 3:47     |  |
| 15.                     | «The Soft Goodbye»                                                      | Agnew / Kelly / Ní Mhaolchatha                               | 3:59     |  |
| 67:15                   |                                                                         |                                                              |          |  |

### CD 3:The Traditions
| Decade — CD 3: The Traditions |                            |                                                              |          |  |
| N.º                           | Título                     | Intérprete(s)                                                | Duración |  |
| 1.                            | «Mo Ghile Mear»            | Agnew / Fallon / Kelly / Ní Mhaolchatha / Nesbitt / Westenra | 4:49     |  |
| 2.                            | «Black Is The Colour»      | Lisa Lambe                                                   | 3:46     |  |
| 3.                            | «Dúlaman»                  | Méav Ní Mhaolchatha                                          | 3:03     |  |
| 4.                            | «The Butterfly»            | Máiréad Nesbitt                                              | 3:01     |  |
| 5.                            | «Téir Abhaile Riú»         | Agnew / Kelly / Lambe / Nesbitt                              | 4:05     |  |
| 6.                            | «Siúil A Rún»              | Órla Fallon                                                  | 3:47     |  |
| 7.                            | «Scarborough Fair»         | Hayley Westenra                                              | 3:15     |  |
| 8.                            | «Granuaile’s Dance»        | Máiréad Nesbitt                                              | 3:40     |  |
| 9.                            | «Níl Sé’n Lá»              | Agnew / Sharpe / Kelly / Hilary / Nesbitt                    | 3:35     |  |
| 10.                           | «Carrickfergus»            | Órla Fallon                                                  | 3:40     |  |
| 11.                           | «Spanish Lady»             | Agnew / Fallon / Kelly / Ní Mhaolchatha / Westenra           | 2:23     |  |
| 12.                           | «The Coast Of Galiçia»     | Máiréad Nesbitt                                              | 3:35     |  |
| 13.                           | «She Moved Thru’ The Fair» | Méav Ní Mhaolchatha                                          | 3:31     |  |
| 14.                           | «My Lagan Love»            | Lynn Hilary                                                  | 2:50     |  |
| 15.                           | «The Foxhunter»            | Máiréad Nesbitt                                              | 3:30     |  |
| 53:19                         |                            |                                                              |          |  |

### CD 4:The Classics
| Decade — CD 3: Classics |                           |                                            |          |  |
| N.º                     | Título                    | Intérprete(s)                              | Duración |  |
| 1.                      | «The Last Rose of Summer» | Ní Mhaolchatha / Westenra                  | 3:36     |  |
| 2.                      | «Non C’è Più»             | Agnew / Sharpe / Kelly / Hilary / Nesbitt  | 4:48     |  |
| 3.                      | «The Blessing»            | Lisa Kelly                                 | 3:50     |  |
| 4.                      | «Ave Maria»               | Chloë Agnew                                | 4:21     |  |
| 5.                      | «Lascia Ch'io Pianga»     | Westenra / Nesbitt                         | 3:30     |  |
| 6.                      | «You'll Never Walk Alone» | Agnew / Kelly / Lambe / Nesbitt            | 4:00     |  |
| 7.                      | «Pie Jesu»                | Agnew / Hilary / Nesbitt                   | 3:28     |  |
| 8.                      | «Nella Fantasia»          | Chloë Agnew                                | 3:40     |  |
| 9.                      | «The Prayer»              | Chloë Agnew                                | 4:20     |  |
| 10.                     | «Somewhere»               | Agnew / Fallon / Kelly / Ní Mhaolchatha    | 2:12     |  |
| 11.                     | «Vivaldi’s Rain»          | Chloë Agnew                                | 2:14     |  |
| 12.                     | «The Lost Rose Fantasia»  | Máiréad Nesbitt                            | 2:17     |  |
| 13.                     | «Over The Rainbow»        | Agnew / Fallon / Ní Mhaolchatha / Westenra | 2:40     |  |
| 14.                     | «Walking In The Air»      | Chloë Agnew                                | 3:29     |  |
| 15.                     | «Nocturne»                | Chloë Agnew                                | 3:35     |  |
| 52:00                   |                           |                                            |          |  |